# Алексино-Шатурский сельский округ
Алексино-Шатурский сельский округ — упразднённая административно-территориальная единица, существовавшая на территории Егорьевского района Московской области в 1994—2001 годах.
Алексино-Шатурский сельсовет был образован в первые годы советской власти. По данным 1923 года он входил в состав Лузгаринской волости Егорьевского уезда Московской губернии.
В 1926 году к Алексино-Шатурскому с/с были присоединены Кузнецовский и Пожинский сельсоветы, но уже в 1927 году они были выделены обратно.
В 1926 году Алексино-Шатурский с/с включал деревни Алексино-Шатур, Кузнецы и Пожинская, а также 3 лесничества, 3 хутора и лесную сторожку.
В 1929 году Алексино-Шатурский с/с был отнесён к Шатурскому району Орехово-Зуевского округа Московской области. При этом к нему был присоединён Бормусовский с/с бывшей Поминовской волости.
10 июля 1933 года в связи с ликвидацией Шатурского района Алексино-Шатурский с/с был передан в Егорьевский район.
20 августа 1939 года Алексино-Шатурский с/с был передан в новый Кривандинский район.
14 июня 1956 года Кривандинский район был упразднён и Алексино-Шатурский с/с был передан в восстановленный Шатурский район.
1 февраля 1963 года Шатурский район был упразднён и Алексино-Шатурский с/с вошёл в Егорьевский сельский район. 11 января 1965 года Алексино-Шатурский с/с был передан в восстановленный Егорьевский район.
17 августа 1965 года из Алексино-Шатурского с/с в Новосидоровский с/с Шатурского района было передано селение Красные Луга.
3 февраля 1994 года Алексино-Шатурский с/с был преобразован в Алексино-Шатурский сельский округ.
19 апреля 2001 года Алексино-Шатурский с/о был упразднён, а его территория передана в Больше-Гридинский сельский округ.